# Drosophila montium
Drosophila montium är en tvåvingeart som beskrevs av Meijere 1916. Drosophila montium ingår i släktet Drosophila och familjen daggflugor.
Artens utbredningsområde är Java.